# Frank Wilczek
Frank Wilczek (Mineola, EUA, 1951) és un físic i professor universitari estatunidenc guardonat amb el Premi Nobel de Física l'any 2004.

## Biografia
Va néixer el 15 de maig de 1951 a la població de Mineola, situada a l'estat nord-americà de Nova York en una família d'arrels poloneses i italianes. Va estudiar matemàtiques a la Universitat de Chicago, on es llicencià l'any 1970 i, posteriorment, realitzà un doctorat en física a la Universitat de Princeton l'any 1974.
Professor universitari a l'Institut d'Estudis Avançats de la Universitat de Princeton i a l'Institut Kavli de Física Teòrica, actualment és professor de física a l'Institut Tecnològic de Massachusetts.

## Recerca científica
L'any 1973, treballant amb David Gross a la Universitat de Princeton, va descobrir el fenomen conegut com a llibertat asimptòtica per la qual, a major proximitat entre dos quarks, menor és la interacció forta entre aquests. Així doncs, quan els quarks estan extremadament pròxims, la interacció nuclear entre aquests és tan feble que es comporten gairebé com a partícules lliures. La llibertat assimptòtica, descoberta independentment i gairebé al mateix temps per David Politzer, fou determinant per al descobriment de la cromodinàmica quàntica.
Wilczek, posteriorment, va ajudar el coneixement i desenvolupament d'anions, axions i altres aspectes del camp de la teoria quàntica en general, i ha investigat en els camps de la física de matèria condensada, l'astrofísica i la física de partícules.
L'any 2004, compartí el Premi Nobel de Física amb David Gross i David Politzer pel descobriment de la llibertat asimptòtica en la teoria de la interacció forta.
Actualment, les seves investigacions se centren en les partícules físiques pures; el comportament de la matèria: temperatures ultraelevades, densitat i estructura de fase; aplicacions de la física de partícules a la cosmologia; aplicacions de tècniques de la teoria quàntica de camps a la física de la matèria condensada; i la teoria quàntica dels forats negres.